# Список рыб, занесённых в Красную книгу Республики Башкортостан
В списке указаны все виды рыб, включённые в Красную книгу Республики Башкортостан издания 2014 года. Колонки таблицы КкРБ, КкРФ и МСОП означают, соответственно, статус указанного вида в Красной книге Республики Башкортостан, Красной книге Российской Федерации и в Красном списке МСОП. В случае, если в той или иной Красной книге какой-либо из описываемых видов отсутствует, то есть не отнесён ни к одной из указанных категорий, то соответствующая ячейка списка оставлена незаполненной. Все виды поделены на 6 категорий в Красной книге Республики Башкортостан, на 6 категорий в Красной книге Российской Федерации и на 9 в списке МСОП. Категории имеют следующие обозначения:
| Красная книга Республики Башкортостан: 0 — вероятно исчезнувшие I — находящиеся под угрозой исчезновения II — сокращающиеся в численности III — редкие IV — неопределённые по статусу V — восстанавливаемые и восстанавливающиеся | Красная книга Российской Федерации: 0 — вероятно исчезнувшие 1 — находящиеся под угрозой исчезновения 2 — сокращающиеся в численности 3 — редкие 4 — неопределённые по статусу 5 — восстанавливаемые и восстанавливающиеся | Красный список МСОП: — исчезнувшие — исчезнувшие в дикой природе — виды на грани исчезновения (в критическом состоянии) — виды под угрозой исчезновения — уязвимые виды — виды, близкие к уязвимому положению — виды под наименьшей угрозой — виды, для оценки угрозы которым не хватает данных — виды не представленные в Международной Красной книге |

Всего в список рыб Красной книги Республики Башкортостан включено 7 видов, из них 2 представителя отряда осетрообразных, 3 представителя отряда лососеобразных и по 1 представителю отряда карпообразных и скорпенообразных класса костных рыб. К категории исчезающих видов (I) относится обыкновенный таймень.
В нижеприведённых списках порядок расположения таксонов соответствует таковому в Красной книге Республики Башкортостан.
В конце последней колонки приведена ссылка на персональную страницу таксона на сайте Международного союза охраны природы (МСОП).

## Основной список
| № | Латинское название                                  | Русское название и описание | Изображение | КкРБ | КкРФ | МСОП |
| - | --------------------------------------------------- | --- | ----------- | ---- | ---- | ---- |
| 1 | Acipenser gueldenstaedtii Brandt et Ratzeburg, 1833 | Русский осетр (баш. Мәрсен, бикре) — вид осетровых отряда осетрообразных. Обитает в бассейнах Чёрного, Азовского и Каспийского морей. Численность вида катастрофически падает. В начале XX века обитал во всех крупных рек республики. |             | IV   |      | CR   |
| 2 | Acipenser ruthenus Linnaeus, 1758                   | Стерлядь (баш. Уҡбалыҡ) — вид осетровых отряда осетрообразных. В России населяет бассейны Чёрного, Азовского, Каспийского, Балтийского морей и Северного ледовитого океана (на восток до Енисея). В Башкортостане стерлядь обитает в реке Белой (до города Мелеуза) и крупных притоках — рек Сим, Уршак, Уфа и Дёма. |             | V    | I    | VU   |
| 3 | Hucho taimen Pallas, 1773                           | Обыкновенный таймень (баш. Ҡыҙыл балыҡ) — вид лососевых отряда лососеобразных. Населяет большинство крупных рек Сибири и некоторые озера. В Башкортостане редко встречается в горных участках рек Белой, Сим, Инзер, Лемеза, Зилим, Зиган, Мендим, Большой Кухтур, Большой и Малый Шишеняк, Рязь, Басу, Курт, Большая Кургашка, Селеук, Ряузяк.                                                                                                 |             | I    | I    | VU   |
| 4 | Salmo trutta morpha fario Linnaeus, 1758            | Ручьевая форель (баш. Йылға бағыры) — вид лососевых отряда лососеобразных. Распространён от Европы до Урала и Средней Азии. В Башкортостане обитает в реках восточного Лемеза, Наязы, Узян, Малый и Большой Кизил, Янгелька, Суран, Большой и Малый Сурюнзяк, Ик, Большой и Малый Апшак, Бетеря, Сув-якты, Мендым, Зиган, Зилим, Большой Кутюм, Кошелевка,Малый Сурень, Ямашла, Большой и Малый Иняк, Бердяш, Акаваз, Липовка, Яманелга.        |             | IV   | IV   | LC   |
| 5 | Thymallus thymallus Linnaeus, 1758                  | Европейский хариус (баш. Европа бәрҙеhе) — вид хариусовых отряда лососеобразных. Распространен от Европы до Урала, в России обитает в бассейнах Белого и Балтийского морей, отсутствует в бассейне Днепра, в Крыму, на Кавказе. В Башкортостане обитаетв бассейнах рек Белой, Уфы, Урала, отмечен в рекахСакмара, Большой и Малый Кизил, Инзер, Зилим, Ай, Большой Ик, Нура, Тирлян, Малый Нугуш, Миндяк, Уй, Юрюзань и многих небольших реках. |             | IV   | II   | LC   |
| 6 | Alburnoides bipunctatus rossicus (Berg, 1924)       | Русская быстрянка (баш. Шаршы күкене) — вид карповых отряда карпообразных. Распространена от Франции до Урала. В Башкортостане обитает в реках Белая, Нугуш, Зилим, Инзер, Большой Инзер, Лемеза, Сим, Уфа, Уршак, Юрюзань, Ик, Ашкадар. |             | II   | II   |      |
| 7 | Cottus gobio Linnaeus, 1758                         | Обыкновенный подкаменщик (баш. Зөгәй) — вид рогатковы х отряда скорпенообразных. Распространён в реках и озёрах от Пиренеев до Урала. В Башкортостане отмечен по реке Белой от верховьев до города Мелеуз, а также по притокам рек Белая и Уфа, в верховьях реки Малый Инзер. Редко встречается в реке Юрюзань. |             | III  | II   | LC   |

## Аннотированный перечень таксонов и популяций объектов животного мира, нуждающихся в особом внимании к их состоянию в природной среде
| № | Латинское название                              | Русское название и описание | Изображение | КкРФ | МСОП |
| - | ----------------------------------------------- | --- | ----------- | ---- | ---- |
| 1 | Coregonius lavaretus maraenoides Poljakow, 1874 | Сиг озера Банное (баш. Яҡтыкүл алабалығы) — вид отряда лососеобразных. Маточное стадо обитает только в озере Банное (Яктыкуль); используется в рыбоводных целях.            |             |      |      |
| 2 | Abramis ballerus Linnaeus, 1758                 | Синец (баш. Күкйөн) — вид отряда карпообразных. В Башкортостане редок. Встречен в реке Белая и пойменных озёрах от нижнего течения и до села Охлёбнино. Найден в реке Дёма. |             |      | LC   |
| 3 | Pungitius platygaster Kessler, 1859             | Малая южная колюшка — вид отряда колюшкообразных. Обитает только в озере Банное (Яктыкуль).                                                                                 |             |      |      |
| 4 | Syngnathus nigrolineatus Eichwald, 1831         | Черноморская игла (баш. Ҡара диңгеҙ орсоғо) — вид отряда иглообразных. Случайный вселенец в озеро Асликуль. Встречен в Бельском участке Нижнекамского водохранилища.        |             |      |      |
| 5 | Stizostedion volgense Gmelin, 1788              | Берш (баш. Берш) — вид семейства окунёвые. Заходит в низовья реки Белая из Нижнекамского водохранилища.                                                                     |             |      |      |